# Den indre strækning
Den indre strækning er en del af Aarhus Letbane, der går fra det centrale Aarhus via Aarhus Universitetshospital, Skejby til Lisbjerg og Lystrup. Strækningen fra Aarhus H til Universitetshospitalet blev indviet som den første del af letbanen 21. december 2017. Stykket videre til Lisbjergskolen åbnede for driften 25. august 2018, mens en afgrening fra Lisbjerg til Lystrup åbnede 30. april 2019. Strækningen betjenes af linje L2 med letbanetog af typerne Stadler Tango og Stadler Variobahn.

## Udformning
Den indre strækning er 12 km lang og anlagt med dobbeltspor. Strækningen er nybygget i modsætning til letbanens to andre dele, Odderbanen og Grenaabanen, der er tidligere jernbaner. På det første stykke fra Aarhus H benytter letbanetogene dog Grenaabanens spor, hvor der er anlagt dobbeltspor indtil Østbanetorvet. Mellem Skolebakken og Østbanetorvet grener den indre strækning imidlertid fra. Den første del af strækningen er anlagt i eget areal i gademidten ad Nørreport, Nørrebrogade, Randersvej, Nehrus Allé og Olof Palmes Allé til kort før hospitalet. Herefter fortsætter den i eget tracé til Lisbjerg Bygade, hvor den deler sig i en kort stikbane til Lisbjergskolen og en længere strækning til Lystrup på Grenaabanen.
Mellem Gl. Skejby og Lisbjerg har det været nødvendigt at etablere et længere forløb med broer og dæmninger. Begyndende fra syd er der anlagt en 347 meter lang bro over Søftenvej og naturområdet Egådalen, en 69 meter lang bro over Djurslandmotorvejen og en 76 meter lang bro over Klokhøjen. Alle broer er mere end 15 meter brede, da de også skal benyttes af en parallel supercykelsti. Derudover er der blevet anlagt en sti og en faunapassage under letbanen nord for Klokhøjen. Endelig er Egåen blevet flyttet over et forløb på ca. 100 meter for at få bedre plads til bropillerne og for at forbedre de fysiske forhold for åen.
Der er anlagt 16 letbanestationer på den indre strækning, hvortil kommer fire om- og nybyggede stationer på Grenaabanen. Udformningen varierer lidt undervejs. Nogle steder er de udformet som øperroner, der ligger mellem sporene. Andre steder ligger perronerne på hver sin side af dobbeltsporet, idet de ved vejkryds desuden kan være anbragt på hver sin side af krydset. Opbygningen er forholdsvis simpel med delvis overdækning, bænke og rejsekort-billetsautomater de fleste steder. Hvor der køres i gademidte, sker adgang typisk via fodgængerfelter i lyskryds, med undtagelse af Universitetsparken hvor der er adgang via en gangtunnel.
Ved Universitetshospitalet er der anlagt tre spor med to perroner imellem, idet en del letbanetog vender der. Ved Lisbjergskolen er der til gengæld kun et spor og en perron. Der er dog fremsat forslag om, at strækningen kan forlænges videre derfra via erhvervsområdet i Søften til Hinnerup.
Den indre strækning betjener flere forskellige kundegrupper. På Nørreport køres på kanten af Indre By, hvor er mange butikker, caféer osv. foruden en del boliger. På Nørrebrogade kommer letbanen blandt gennem et område med mange af Aarhus Universitets afdelinger. Videre ude ad Randersvej ligger der forskellige boligområder, mens det ved Nehrus Allé og Olof Palmes Allé ikke mindst er flere store arbejdspladser og uddannelsesinstitutioner, der præger området. Derefter følger Aarhus Universitetshospital, Skejby, der efter en udbygning vil blive til Nordeuropas største hospital i 2019. Det videre strækning er for en stor dels vedkommende anlagt i et ubebygget område, der imidlertid flere steder er udlagt til byudvikling. Dertil kommer så de eksisterende byer Lisbjerg og Lystrup.